# Генерал от танковите войски
Генерал от танковите войски е военно звание използвано от Бундесвера и Вермахта.
В Бундесвера това е позиция отговаряща за обучението и оборудването на бронетанкови подразделения. Еквивалентна е на чин бригаден генерал.
Във Вермахта званието е присъждано на командири на танкови формации. Званието е по-високо от генерал-лейтенант и по-ниско от генералоберст.